# Pod de désignation laser à caméra thermique

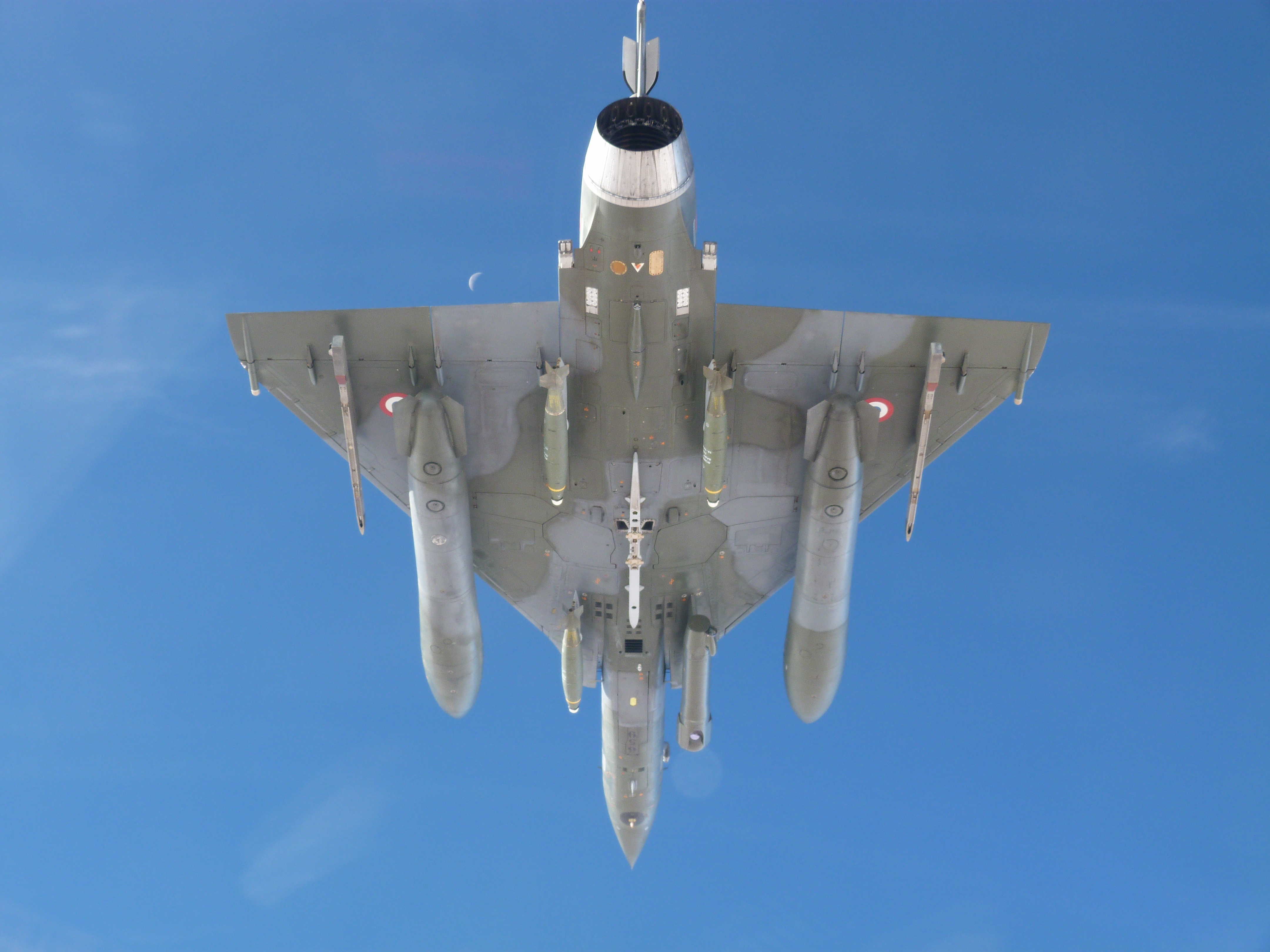
Configuration d'emport d'un Mirage 2000D de l'armée de l'air française avec 3 Mk 82 Airburst, d'un PDLCT et de bidons sous voilure en 2012.

Le pod de désignation laser caméra thermique ou PDLCT est une nacelle de désignation française construite par Thomson-CSF équipée d'une caméra infrarouge thermique permettant de rechercher une cible de jour comme de nuit, puis de la désigner à une munition guidée grâce à un rayon laser. Cependant n'utilisant qu'une caméra infrarouge, ses performances diurnes sont limitées ; l'ancien pod ATLIS lui est dans ce cas préféré. Cette nacelle ou pod est couramment monté sous le fuselage du Mirage 2000D en position avant droite (sous l'entrée d'air du réacteur). 
Entre 1993 et 1997, l’Armée de l'air française commande vingt-deux PDLCT, utilisés lors de la guerre du Kosovo. Neuf pods supplémentaires PDLCT-S (équipés d'une caméra thermique de nouvelle génération) ont été commandés (soit cinq en 1999 et quatre en 2000) et équiperont le Mirage 2000 D. Il est prévu en 2001 de disposer à terme de vingt-deux PDLCT et de dix-neuf PDLCT-S.
Il est remplacé par le pod Damocles pour le Rafale.